# Funkcja modularna Webera
Funkcje modularne Webera – rodzina funkcji zespolonych zdefiniowanych przez Heinricha Webera.
Niech {\displaystyle \eta } oznacza funkcję modularną Dedekinda, zaś {\displaystyle \zeta _{48}} oznacza pierwiastek jedności 48. stopnia. Funkcje Webera definiujemy w sposób następujący:
{\displaystyle f(\tau )={\frac {\eta ({\frac {1}{2}}(\tau +1))}{\zeta _{48}\eta (\tau )}}}
{\displaystyle f_{1}(\tau )={\frac {\eta ({\frac {1}{2}}\tau )}{\eta (\tau )}}}
{\displaystyle f_{2}(\tau )={\sqrt {2}}{\frac {\eta (2\tau )}{\eta (\tau )}}}
{\displaystyle \gamma _{2}(\tau )={\frac {f^{24}(\tau )-16}{f^{8}(\tau )}}}
{\displaystyle \gamma _{3}(\tau )={\frac {[f^{24}(\tau )+8][f_{1}^{8}(\tau )-f_{2}^{8}(\tau )]}{f^{8}(\tau )}}}
Funkcje Webera są wykorzystywane w praktyce m.in. we współczesnych wersjach algorytmu ECPP służącego do dowodzenia pierwszości liczb.